# Kriza 14. stoljeća
Krizom 14. stoljeća naziva se susret više različitih činitelja koji su u Europi ali i u drugim sijelovima starog svijeta doveli do demografske krize. Ova kriza produžila se do ranog 15. stoljeća. 
"Crna smrt", kako je nazvana zaraza (u obzir dolazi više različitih zaraznih bolesti, nije nedvosmisleno utvđeno o kojoj od njih se tada radilo) koja je, prema procjenama, uzela u ovim područjima oko 25 milijuna ljudskih života (smatra se, da je to bilo oko 1/3 tadašnjeg ukupnog stanovništva tih područja), i malo ledeno doba koje se dogodilo u to vrijeme, su uglavnom općeprihvaćeni razlozi ove krize. Uz ova dva razloga, ponekad se navode i drugi, kao na primjer nove socijalne strukture, no povjesničari nemaju o tome jedinstven stav. Mnogi povjesničari smatraju tu krizu uzrokom prelaska iz srednjeg u novi vijek.